# LifeLock
LifeLock Inc. — американская компания по защите от кражи личных данных со штаб-квартирой в Темпе, штат Аризона. Система LifeLock, по заявлением авторов, отслеживает кражу личных данных, использование личной информации и изменения кредитного рейтинга.
В 2017 году была приобретена компанией Symantec, занимающейся компьютерной безопасностью. В ноябре 2019 года после продажи своего корпоративного подразделения Broadcom компания была переименована в Norton LifeLock; В том же году компания начала предлагать версии подписки на Norton 360 с включенным LifeLock.

## История
Компания была основана в 2005 году Робертом Мейнардом и Тоддом Дэвисом. Мэйнард начал свою карьеру, основав в конце 1990-х годов компанию Internet Service Provider (ISP) Internet America. Бывший генеральный директор LifeLock Дэвис работал в Dell до основания Marketing Champions.
Роберт Мейнард, один из основателей компании, уволился по собственному желанию в июне 2007 года.
В декабре 2008 года LifeLock заключила соглашение с TransUnion, одним из трех основных кредитных бюро, на автоматизацию процесса оповещения клиентов о потенциальном несанкционированном доступе через их кредитные отчеты. В рамках соглашения 2009 года с Experian, касающегося обвинений в ложных предупреждениях о мошенничестве, LifeLock создали службу, которая не полагается на предупреждения о мошенничестве.
В марте 2012 года LifeLock приобрела ID Analytics, которая работает независимо как дочерняя компания, находящаяся в полной собственности.
9 февраля 2017 года LifeLock была приобретена компанией Symantec за 2,3 миллиарда долларов.

## Сотрудничество
LifeLock продает свои услуги через отраслевые партнерства, а также через традиционную рекламу.
С июня 2009 по 2013 год LifeLock сотрудничал с Phoenix Mercury (Национальной баскетбольной ассоциации женщин).

## Штрафы
В марте 2010 года Федеральной торговой комиссией США компании был выписан штраф в размере $12 000 000 за обманчивую рекламную деятельность. Федеральная торговая комиссия назвала рекламные заявления компании о «100% устранении всех возможных способов кражи личных данных» обманчивыми и сделанными для собственной выгоды.
В 2015 году Федеральная торговая комиссия оштрафовала LifeLock на $100 000 000 за нарушение соглашения 2010 года, заявив, что компания «не смогла сделать хорошую программу защиты данных» и «ложно рекламировала, что защищает важные данные собственных пользователей».